# Czytelnia Polska Akademików Górniczych w Leoben
Czytelnia Polska Akademików Górniczych w Leoben – stowarzyszenie polskich studentów Akademii Górniczej w Leoben działające w Leoben w latach 1878–1930.

## Historia

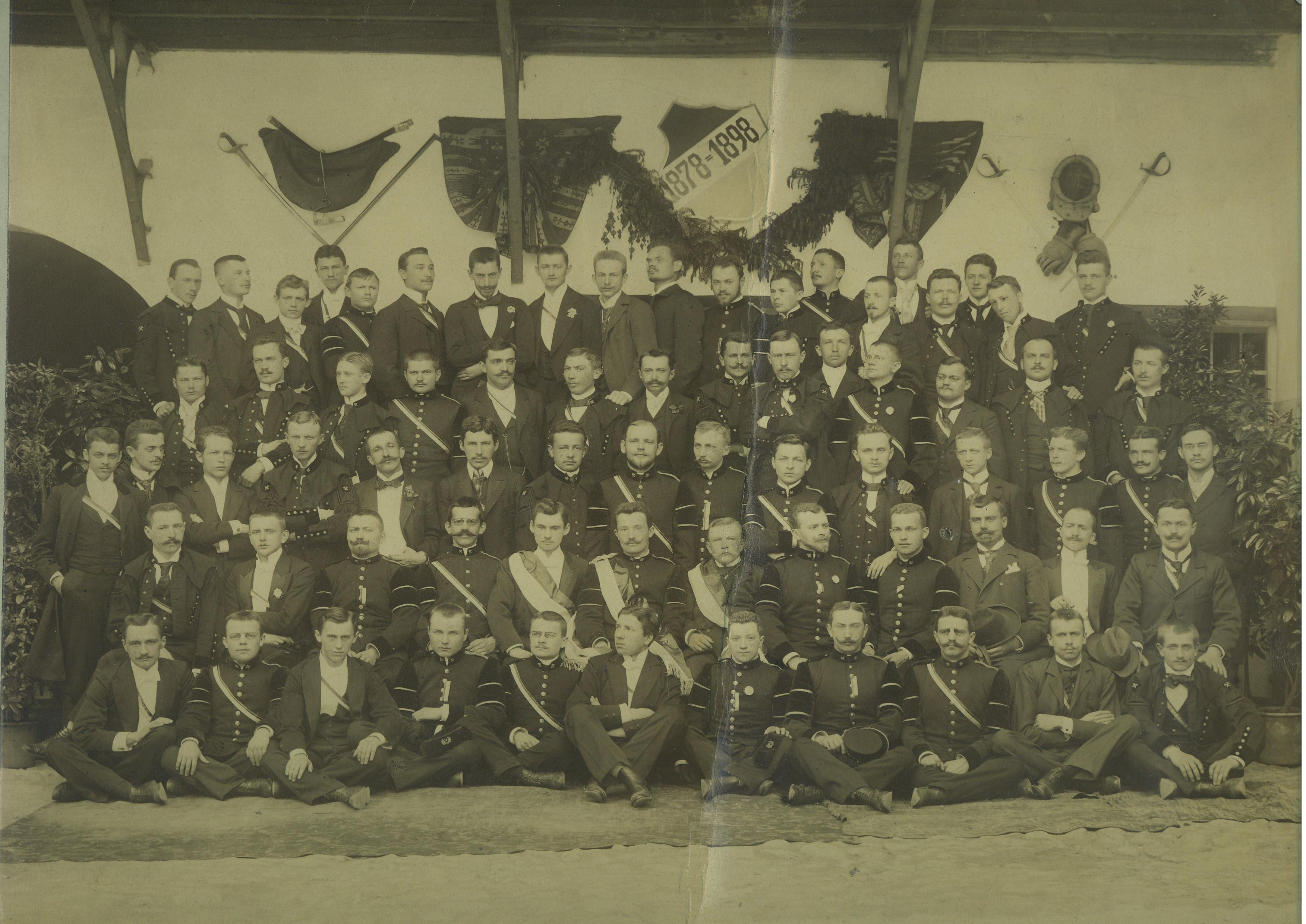
Studenci Akademii Górniczej w Leoben

W XIX wieku, aby uzyskać kwalifikacje górnicze, Polacy mogli wybierać studia w: Instytucie Górniczym w Petersburgu, Akademii Górniczej w Freibergu czy Akademii Górniczej w Leoben. Akademia Górnicza w Leoben powstała w 1849 roku. Pierwszym polskim studentem w Leoben w 1857 roku został Antoni Sernicki. Do I wojny uczelnię ukończyło około 500 Polaków.
Grupa 30 studentów w Leoben 20 października 1878 roku utworzyła Czytelnię Polską Akademików Górniczych w Leoben (Bergakademische Polnische Lesehalle). Na pierwszym walnym zebraniu przyjęto przygotowany wcześniej statut i regulamin. Pierwszym prezesem został Tadeusz Boczkowski. Czytelnia miała być miejscem spotkań towarzyskich, udzielać pomocy podczas studiów oraz pomocy finansowej dla niezamożnych studentów. Członkiem zwyczajnym mógł zostać każdy Polak studiujący w Leoben, a członkiem nadzwyczajnym studenci innych narodowości. Istniał też trzeci rodzaj członkostwa – członek wspierający, czyli osoba wpłacająca składki co najmniej 2 złote reńskie (4 korony) rocznie. Czytelnia nie posiadała własnego lokalu. W wynajętej siedzibie utworzono bibliotekę, w której znalazły się polskie, niemieckie i francuskie książki i czasopisma, skrypty z wykładów, pozostawione przez absolwentów notatki i rysunki oraz zbiory mineralogiczne. W pierwszym roku jej zbiory liczyły 253 książki w 337 woluminach, a w 1906 roku 1530 książek w 2042 woluminach.
W czytelni organizowano zebrania i odczyty, działały kółka: literackie, dwie orkiestry: smyczkowa i tamburzystów, klub sportowy, którego członkowie trenowali szermierką, piłkę nożną, sport saneczkowy i turystykę oraz klub szachowy. W 1898 roku powstało polskie Kółko Bratniej Pomocy. Wcześniej Polacy korzystali z pomocy w ramach stowarzyszenia wzajemnej pomocy dla wszystkich studentów Akademii. Gdy Niemcy zarzucili im, że pomoc dla nich przekracza wysokość wpłacanych na ten cel funduszy z ich kraju, całkowicie zrezygnowali z zapomóg, a w ramach „rekompensaty” płacili do 1903 roku składki. Bratnia Pomoc udzielała swoim członkom pożyczek krótko- i długoterminowych.
W lutym 1901 roku nastąpił rozłam. Część członków Czytelni odeszła tworząc stowarzyszenie postępowej młodzieży polskiej Promień, które po 2 latach rozwiązało się. Większość jego członków wróciła do Czytelni oprócz tych, którzy zostali wykreśleni lub nie mogli być przyjęci.
W 1908 roku czytelnia liczyła 96 członków.
W 1919 roku została otwarta w Krakowie Akademia Górnicza. 21 września 1919 roku podczas posiedzenia w Krakowie Związku Górników i Hutników Polskich inżynier Stefan Łukasiewicz jako przedstawiciel Czytelni akademików górniczych w Leoben przekazał, że Czytelnia pragnie przenieść się do Krakowa. Rada Zjazdu przekazała 2000 koron na pokrycie kosztów przeniesienia Czytelni z Leoben do Krakowa. Sprawą tą zajęła się wybrana komisja, w skład której weszli: Franciszek Drobniak i Jan Naturski. Czytelnia została zlikwidowana w 1930 roku, gdy spadła liczba polskich studentów.

## Zjazdy koleżeńskie
Jeden z pierwszych zjazdów został zorganizowany w Krakowie 29 września 1887 roku. W latach 1877–1887 uczelnię ukończyło 97 Polaków.

### 1900 w Krakowie
Pomysł zorganizowania zjazdu powstał na komersie pożegnalnym Jana Witkowskiego w 1893 roku. W skład komitetu organizacyjnego zjazdu weszli: Leon Syroczyński, Henryk Wachtel jako członkowie honorowi, Jan Witkowski, Konstanty hr. Broel-Plater, Adam Łukaszewski i Franciszek Fałek.
Zjazd rozpoczął się 6 października 1900 roku mszą świętą w intencji zmarłych kolegów w kościele św. Barbary. Po niej uczestnicy spotkali się w auli Collegium Novum. Przewodniczącym został wybrany Witkowski, a sekretarzami Ludwik Czapski, Adam Łukaszewski i Roman Rieger. Honorowymi przewodniczącymi zostali profesorowie: Henryk Wachtel i Leon Syroczyński. Po referacie przewodniczącego Czytelni Piotra Zubrzyckiego o jej historii rozpoczęła się dyskusja nad wnioskiem powołania Stowarzyszenia Starych Strzech Czytelni Polskiej Akademików Górniczych w Leoben. W jej skład mieli wejść wszyscy członkowie czytelni. Na czele stać z komitet składający się z 3 członków sekcji wykonawczej i 3 nadzorczej oraz aktualnego przewodniczącego Czytelni. Komitet miał być powoływany przez zjazd koleżeński zwoływany co 3 lata. Celem Stowarzyszenia było utrzymywanie kontaktu pomiędzy byłymi członkami, pomoc w znalezieniu praktyk i pracy absolwentom. Po dyskusji wybrano komitet, którego zadaniem było przygotowanie statutu, założeń stowarzyszenia i kolejnego zjazdu. Do sekcji nadzorczej wybrano: Kazimierza Gąsiorowskiego, Henryka Wachtla i Leona Syroczyńskiego, a do sekcji wykonawczej Adama Łukaszewskiego, Konstantego Broel-Platera i Jana Witkowskiego.
Działalność kółek Bratniej Pomocy przedstawił Paweł Setkowicz. Zaplanowano zorganizowanie w 1903 roku w Krakowie kolejnego zjazdu, a jego organizację powierzono istniejącemu komitetowi organizacyjnemu. Po obiedzie w Hotelu Saskim uczestnicy przeszli do zakładu fotograficznego Józefa Sebalda gdzie zostało wykonane zdjęcie grupowe uczestników zjazdu. Wieczorem w salach Hotelu Saskiego odbył się komers.
7 października kontynuowano obrady w Collegium Novum. Ustalono, ze kolejny zjazd w 1903 roku powinien odbyć się razem ze zjazdem techników. Do obiadu w hotelu Saskim zasiadło 98 osób. 8 października uczestnicy zjazdu udali się na wycieczkę do Wieliczki.

## Obchody 30–lecia istnienia
W dniach 6–7 grudnia 1908 roku zorganizowano w Leoben obchody 30–lecia istnienia Czytelni. Przybyli na nie dawni członkowie czytelni: poseł Franciszek Zamoyski, dyrektor kopalni w Brzeszczach Franciszek Drobniak, inżynier w Morawskiej Ostrawie Roman Brzezowski, delegacje: czytelni polskiej akademików górniczych w Przybramie, Związku Akademików Górniczych Sarmacja w Freibergu, Związku Akademickiego w Pisku, chorwackiego stowarzyszenia Sloga i gruzińskiego Saroma w Leoben. Obchody rozpoczęło walne zebranie podczas którego ówczesny prezes H. Kułakowski powitał gości i przedstawił stan Czytelni. potem odczytano listę wszystkich członków Czytelni od momentu powstania, których było około 400. Następnie życzenia dla Czytelni w imieniu Stałej Delegacji Polskich Górników i Hutników przekazał Franciszek Zamojski, przedstawiciele czytelni w Freibergu, Przybramie i Wiedniu oraz stowarzyszenia chorwackie i gruzińskie w Loeben.
Uchwalono, że zadaniem Wydziału jest wspieranie realizacji uchwały sejmu z 1904 roku mówiącej o utworzeniu wydziału górniczego na Politechnice Lwowskiej. zaplanowano zjazd koleżeński wszystkich członków Czytelni na 1918 rok. Po zakończeniu walnego zgromadzenia odbył się wieczorek listopadowy i komers w hotelu Moor. 7 grudnia 1908 roku w hotelu Gärnern odbyła się tradycyjna impreza przyjęcia nowych adeptów do stanu górniczego skok przez skórkę.

## Skok przez skórkę
Początkowo skok przez skórę był organizowany przez wszystkie nacje. Była to uroczystość organizowana w grudniu z okazji Barbórki. Stare Strzechy czyli weterani w górniczym zawodzie przyjmowali do stanu górniczego młodych. Jednak gdy w latach 80. XIX wieku Niemcy protestowali przeciwko śpiewaniu narodowych pieśni na obchodach, Słowianie, głównie Czesi i Polacy, 3 grudnia 1887 zorganizowali własną, osobną imprezę.
Tak imprezę w 1891 roku opisano w Kurierze Lwowskim: W pomieszczeniach hotelu w Leoben spotkało się około 60 akademików. Uroczystość rozpoczął przewodniczący Czytelni Jan Witkowski. Po przemówieniach słuchacze drugiego roku wzięli udział w „skoku przez skórę" dzięki czemu zostali przyjęci do stanu górniczego. Skórę trzymali starszy radca Rochelt z dyrektorem kopalni Jaricem. Studenci z zapalonymi świecami w ręku utworzyli szpaler. „Przy dźwiękach górniczego marsza wszedł do sali „fuchsmajor", który po odśpiewaniu odpowiedniej pieśni przeskoczył przez trzymaną skórę, a za nim 24 „lisów" po trzykroć, poczem kolejno każdy „lis" występował na krzesło, zapytany przez „fuchsmajora", wypowiadał imię, nazwisko, narodowość, a zaintonowawszy ulubioną pieśń, spełniał toast na cześć górniczego stanu, skakał przez skrzyżowane szable, poczem przypinano mu skórę”.
W grudniu 1897 roku po raz 20 zorganizowano skok przez skórkę. Impreza odbyła się w hotelu Gärtnera i wzięli udział nie tylko członkowie Czytelni, ale również profesorzy i zaproszeni goście. Skok przez skórkę wykonało 12 lisów. Podczas spotkania przemawiano, śpiewano pieśni górnicze i słuchano muzyki. Wołano W górę skóry co znaczyło „niech żyje górniczy stan”.

## Prezesi
- 1878: Tadeusz Boczkowski[1]
- 1887: Stanisław Kuczkiewicz[4]
- Jan Zarański 1890/1891[15]
- Jan Witkowski 1891/1892[16]
- Jan Witkowski 1892/1893[10]
- 1893/1894: Kazimierz Grochowolski (do 7.12.1893) i Józef Turkiewicz ( od 7.12)[10]
- 1894/1895: Władysław Barzykowski (do 9.03.1895) i Karol Kołek[10]
- 1895/1896: Karol Kołek ( do 15.02.1896)[10] i Jan Zaborowski 1896[17]
- 1896/1897: Jan Zaborowski (do 2.04.1897) i Stanisław Skoczylas[10]
- 1897/1898: dr Jan Czapliński[10]
- 1898/1899: Jerzy Buzek[10]
- 1899/1900: Franciszek Fałek[10]
- 1900/1901: Piotr Zubrzycki[10]
- 1901/1902:Leopold Szefer (od 3 czerwca 1902)[18]
- 1904/1905: Roman Brzezowski[19]
- 1906/1907: Józef Przedpełski[20]
- 1907/1908: Alfred Michejda ( od 3 lutego)[21]
- 1908/1909: Henryk Kułakowski[5]
- 1909/1910: Ludwik Madejewski[20]
- 1910/1912: Roman Plenkiewicz[20]
- 1912/1913: Stanisław Jasiński[20]
- 1921/1922: Karol Kaleta[20]

## Hymn Czytelni
Tekst i muzykę napisał w 1910 roku Kazimierz Windakiewicz.
Powstańmy bracia wszyscy wraz
Jak jeden szereg zwarty.
Niech wszyscy łączność widzą w nas,
Choć polski kraj rozdarty.
Bo skoro wróg do naszych miast
Powbijał granic pale,
To właśnie my musimy strzec
Jedności swej wytrwale.
Przez podział kraju pragnął wróg
Nas rozbić na odłamy,
Bo któż przypuszczał z jego sług,
Że my się tak kochamy
Że miłość jak łańcucha stal
W łączności nas ukrzepi,
Że rozdział Polski, granic pal
Dusz polskich nie rozszczepi.
Czytelnio Polska, cześć Ci, cześć!
Że tutaj na obczyźnie
Podążasz bratnim węzłem spleść
Młodzieży serca bliźnie.
Bo skoro przyjaźń złączy nas
Niezłomnych uczuć wstęgą
Odwalim z Polski grobu głaz
Złączonych sił potęgą.